# Setra S 431 DT

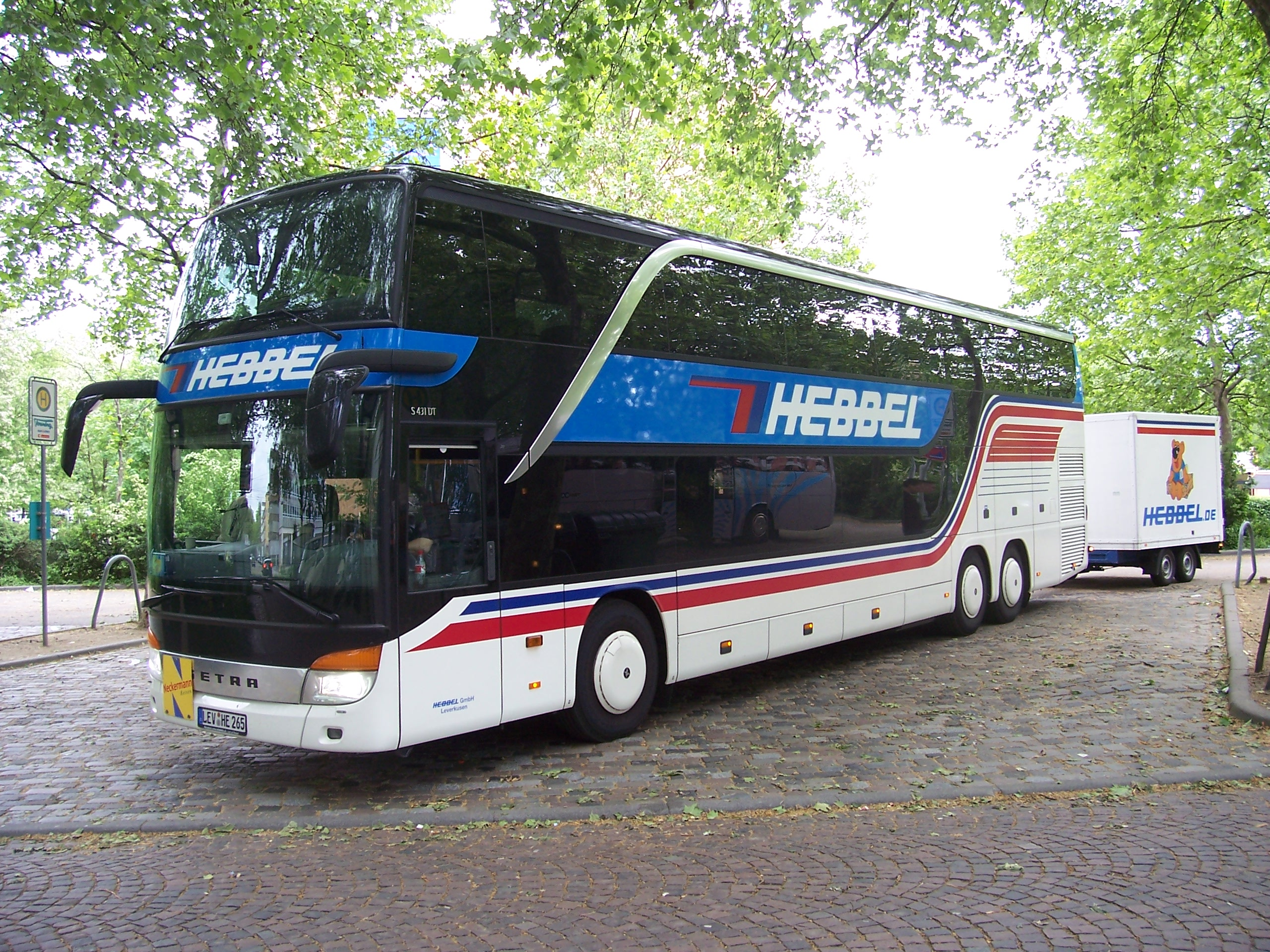
Setra S 431 DT

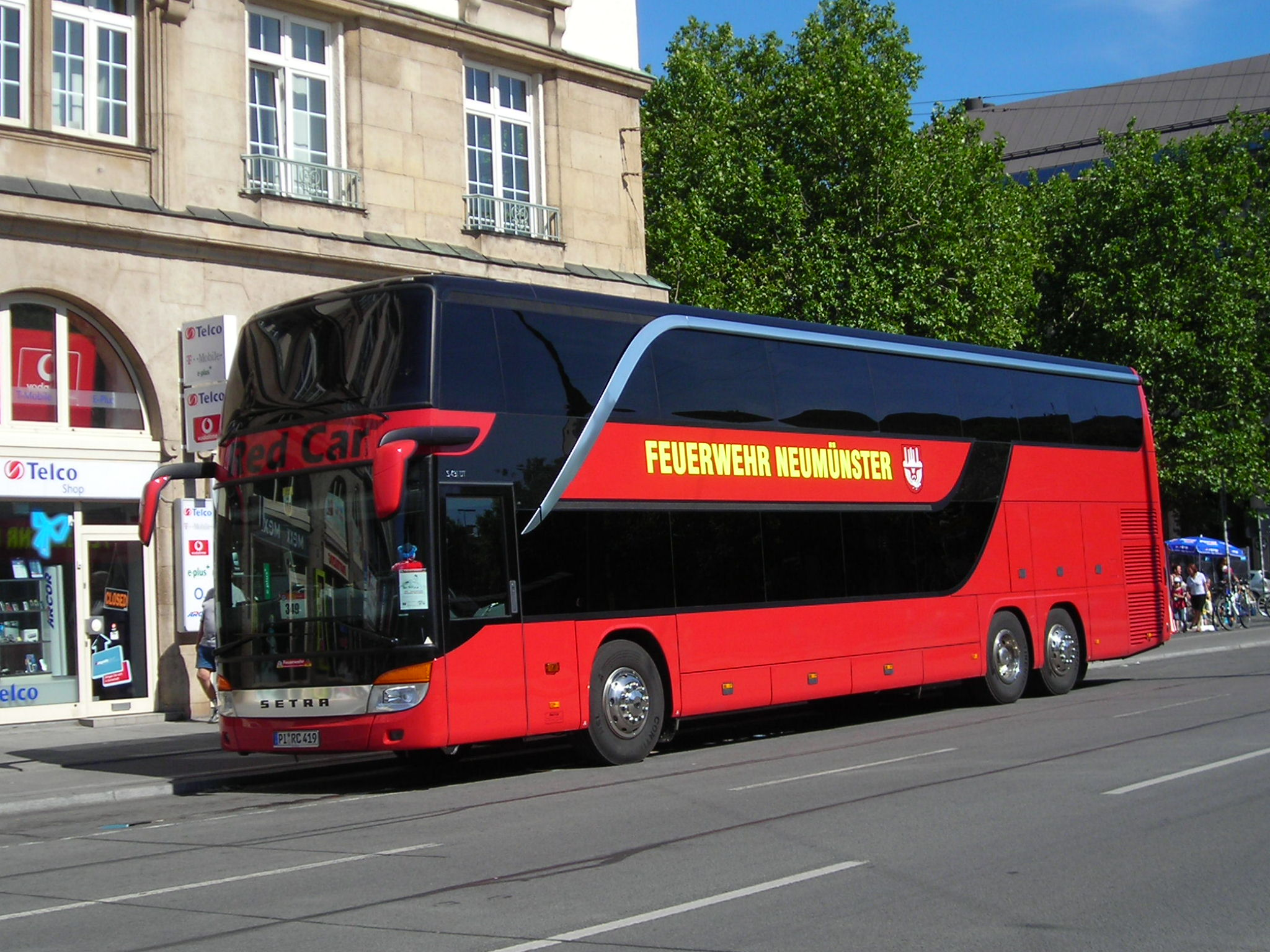
Setra S 431 DT

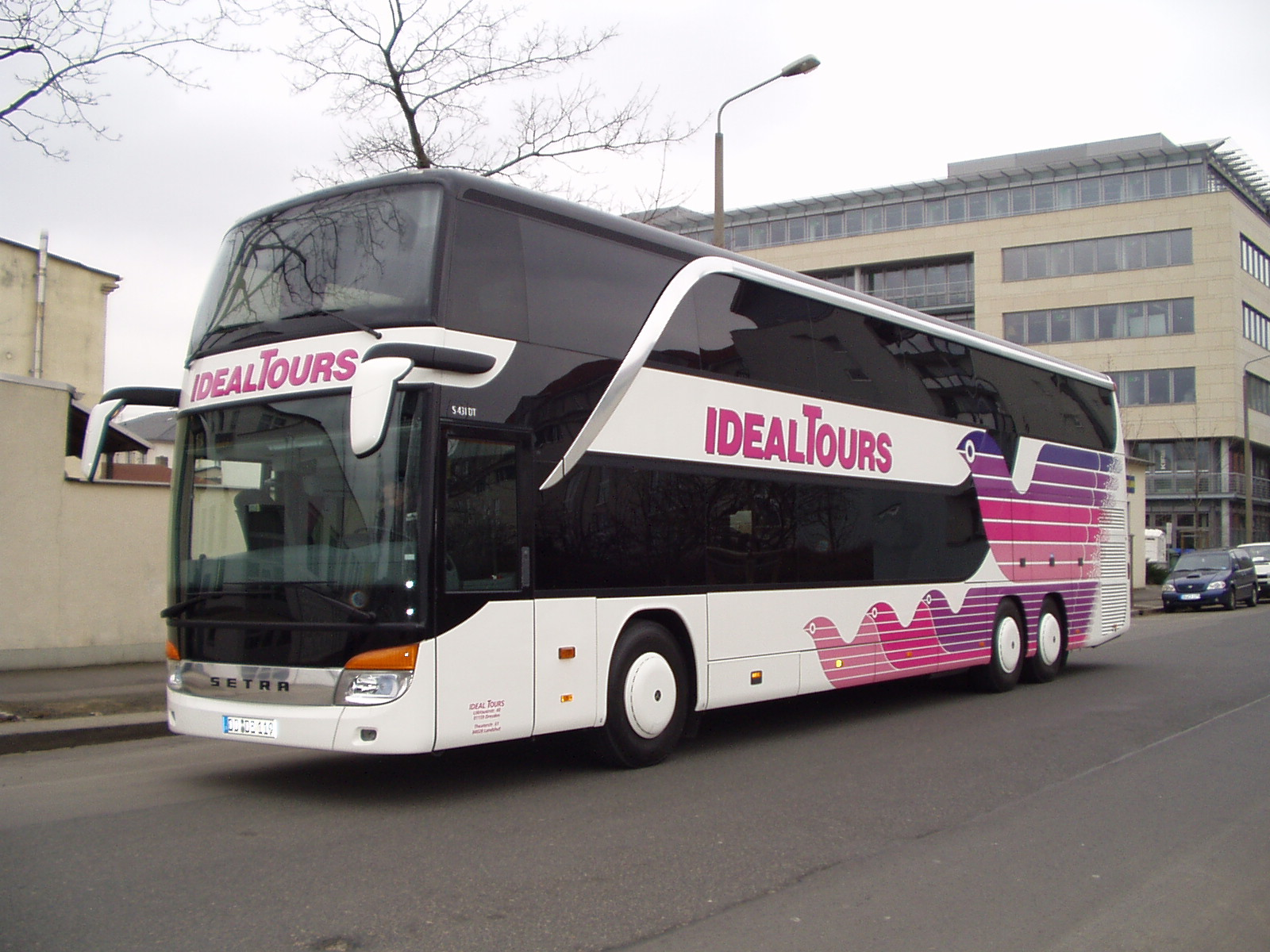
Setra S 431 DT

Setra S 431 DT — двухъярусный туристический автобус, флагман холдинга EvoBus (автобусное отделение Mercedes-Benz + Setra), относящийся к семейству TopClass 400. Выпускался с 2002 по 2017 годы, в 2013 году прошёл модернизацию. Заменён S 531 DT.

## Технические характеристики
Двухэтажный трёхосный (6x2) туристский лайнер S 431 DT высшего класса имеет длину 13,9 м, высоту 4 м. Автобус имеет в зависимости от комплектации от 78 до 89 мест для сидения, дизельный двигатель OM502LA заднего расположения, отрегулированным на 435, 476 или 503 л. с., механическую или автоматизированную коробку передач.
В комплектацию туристских машин входят опускающиеся информационные экраны в салоне с диагональю 12,1 дюймов и 5 мониторов по 6,4 дюйма, навигационная система, холодильник, туалет, кухонный и бытовой блоки с кофеваркой, микроволновая печь, водонагреватель, умывальник.
Наиболее комфортабельные версии снабжаются регулируемыми сиденьями с кожаной обивкой, индивидуальными мониторами в спинках каждого сиденья, 8-канальной аудиосистемой, CD-проигрывателем, спутниковым телевидением с возможностью подключения к интернету. На нижнем этаже автобуса оборудуются салоны отдыха с креслами и центральным столом, баром и аудиовидеоцентром или деловой офис.
| Технические характеристики Setra S 431 DT   |                          |
| Назначение                                  | Туристический            |
| Габаритные размеры, мм                      | 13890x2550x4000          |
| Колёсная база, мм                           | 6700+1350                |
| Радиус поворота, м                          | 11,38                    |
| Число мест для сидения                      | 79-89                    |
| Число дверей для пассажиров                 | 2                        |
| Вместимость багажного отделения, кубометров |                          |
| Полная масса, кг                            |                          |
| Двигатель                                   | Mercedes-Benz OM502LA    |
| Рабочий объём двигателя, л                  | 15,93                    |
| Мощность двигателя, л. с.                   | 435/476/503              |
| Вместимость топливного бака, л.             | 560, заправка с 2 сторон |
| Коробка передач                             |                          |